# 劳拉·法兹柳
劳拉·法兹柳（2000年9月28日—），科索沃女子柔道运动员，2022年欧洲柔道锦标赛女子63公斤级银牌得主、2023年欧洲柔道锦标赛女子63公斤级铜牌得主、2024年世界柔道锦标赛女子63公斤级铜牌得主。